# Белокуракинская поселковая община
Белокуракинская поселковая территориальная община (укр. Білокуракинська селищна громада) — территориальная община в Украине, в Сватовском районе Луганской области. Административный центр-поселок Белокуракино.
Образована 13 августа 2015 года путем объединения Белокуракинского поселкового совета и Бунчуковского, Демьяновского, Куриновского, Лизинского, Нещеретовского, Александропольского, Алексеевского сельских советов Белокуракинского района.
В 2020 году преобразована путем объединения Белокуракинского поселкового совета и Бунчуковского, Демьяновского, Куриновского, Лизинского, Нещеретовского, Александропольского, Алексеевского, Павловского, Просторовского, Тимошинского сельских советов Белокуракинского района.

## Старостинские округа
Община разделена на 13 старостинских округов решением Белокуракинского поселкового совета от 19 марта 2017 года: 

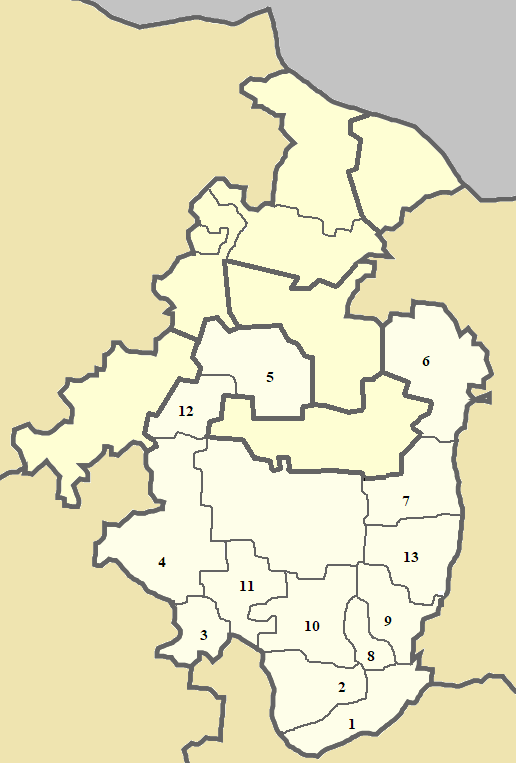

| №  | Название           | Населённые пункты                                           |
| -- | ------------------ | ----------------------------------------------------------- |
| —  | Белокуракино       | —                                                           |
| 1  | Нещеретовский      | Нещеретовое, Калиновское                                    |
| 2  | Алексеевский       | Алексеевка                                                  |
| 3  | Бунчуковский       | Бунчуковка, Грицаевка                                       |
| 4  | Демьяновский       | Демьяновка, Шелкуновка                                      |
| 5  | Курячевский        | Курячевка, Хоменково Первое                                 |
| 6  | Александропольский | Александрополь, Климовка, Ляшковка, Приходьковка, Романовка |
| 7  | Лизинский          | Лизино                                                      |
| 8  | Паньковский        | Паньковка                                                   |
| 9  | Целуйковский       | Цилуйково                                                   |
| 10 | Лубянский          | Заиковка, Лубянка                                           |
| 11 | Конопляновский     | Конопляновка                                                |
| 12 | Поповский          | Поповка, Рудово                                             |
| 13 | Шапаровский        | Шапаровка                                                   |

## Населённые пункты
Посёлок – Белокуракино
Села – Бунчуковка, Грицаевка, Демьяновка, Заводянка, Заиковка, Калиновское, Картамышево, Климовка, Конопляновка, Покупатэ, Курячевка, Лизино, Лубянка, Ляшковка, Маньковка, Нещеретово, Новоандреевка, Александрополь, Алексеевка, Осиново, Павловка, Паньковка, Плахо-Петровка, Поповка, Приходьковка, Просторное, Романовка, Рудово, Светленькое, Стативчино, Тимошино, Хоменково Второе, Хоменково Первое, Целуйково, Чабаново, Шапаровка, Шелкуновка.

## Органы власти
Административный центр — Белокуракино
Код КАТОТТГ — UA44100010000048313
Рада — Белокуракинский поселковый совет
Адрес совета — Пос. Белокуракино, пл. Горького, 4
Глава общины — Сергей Иванович Сирик